# シャンハイハナスッポン
シャンハイハナスッポン（Rafetus swinhoei) は、カメ目スッポン科ハナスッポン属に分類されるカメ。
淡水に生息するカメの中では最大の大きさになると言われている2021年現在絶滅寸前の状態にあり、飼育下で1個体、野生下で3〜4個体が知られるのみとなっている。2019年まで中国でオスとメスの2頭が飼育され、人工繁殖が試みられていたが、2019年4月13日にメスが死亡している。残った個体は全てオスだったため、絶滅は避けられないとされていたが，2020年10月22日にベトナムでメスが発見され，繁殖が試みられている。

## 分布
ベトナム（ホアン・キエム湖）
模式標本の産地は上海市周辺で、和名や英名Shanghaiの由来になっている。中華人民共和国（雲南省南東部、上海市・江蘇省南部・浙江省北部の長江および太湖）、ベトナム（紅河水系）では絶滅したと考えられている。英名Yangtzeは長江下流域の揚子江に由来する。化石から中華人民共和国東部からベトナム北部にかけて、台湾に分布していた可能性がある。

## 形態

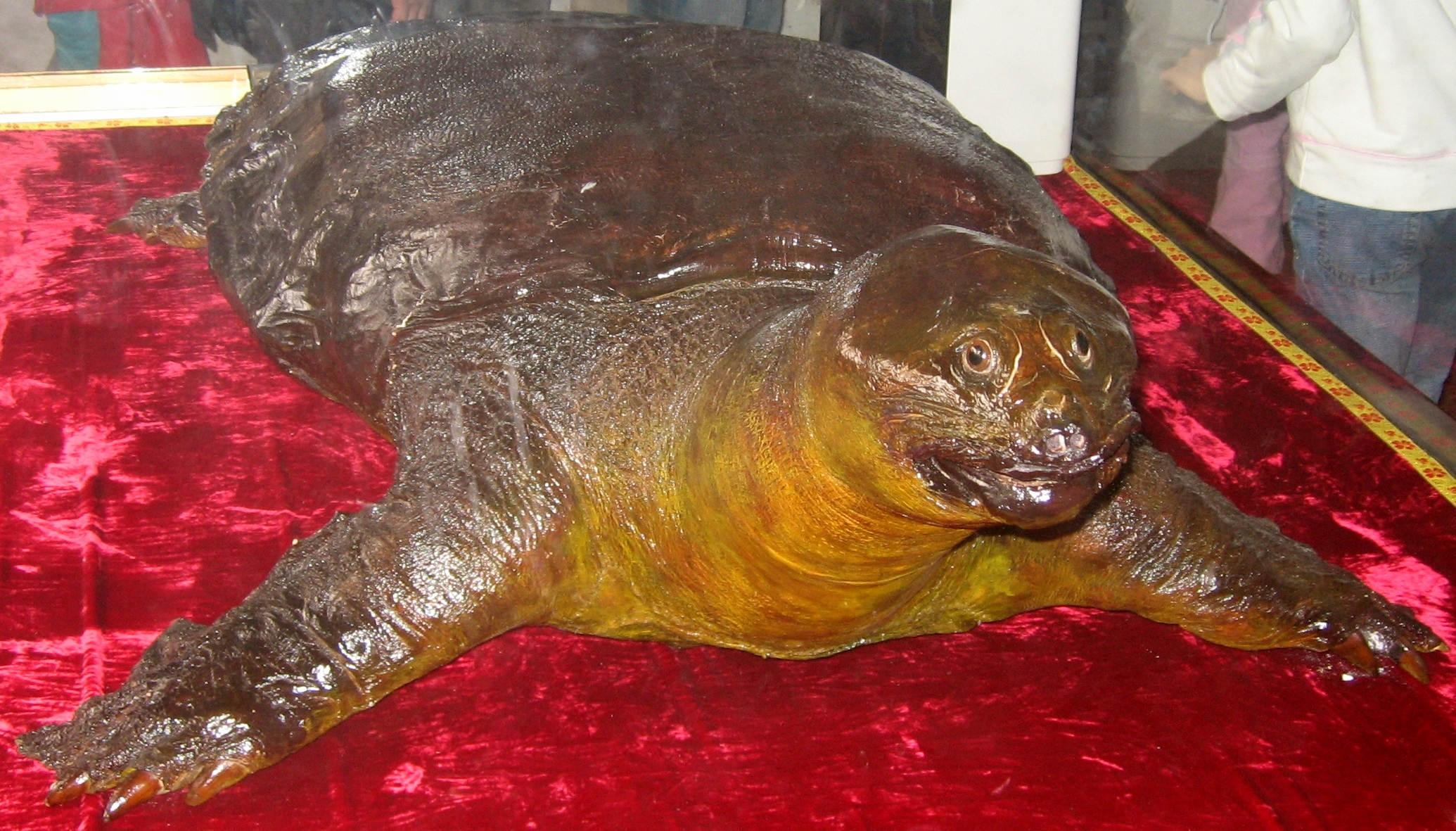
ベトナムのホアンキエム湖で捕獲されたシャンハイハナスッポンの剥製。目が頭部の上の方に寄っている事が分かる。

最大甲長104センチメートル（2006年に死亡した上海動物園の個体の推定値）。甲長109センチメートル（ホアン・キエム湖の個体）とする文献もあるが実際の計測値ではあるが直甲長ではなく甲羅の盛り上がりに沿った甲長（曲甲長）であり、計測者は上述した甲長を最大としている。甲長180センチメートル・体重200キログラムなどに達するという報道された例もあるが実際の計測値ではなく信憑性は低い。メスよりもオスの方がやや大型になり、メスは甲長75 - 80センチメートル。
シャンハイハナスッポンは非常に大型のカメであり、淡水に生息するカメの中では最大種であるという説もある。その巨大さから、ベトナムでは伝説のカメとしての神話が残されている。2003年に計測されたある一個体の甲羅は長さ109cm、幅70cmで、体重は120kgから140kgと計測されている。また、2011年に治療目的のために捕獲された個体は、推定年齢80歳から100歳の個体で、体長200cm、体重は200kgある。寿命は100歳をゆうに超えるとされる。背甲は非常に扁平で、上から見るとやや細長い。背甲の色彩はオリーブ色や濃緑色で、黄色斑とその周囲により小型の黄色斑が入る。腹甲は背甲と比較するとやや大型だが、後硬板は小型であまり発達しない。腹甲の色彩は灰白色で、後硬板はやや暗色。
頭部は中型で、吻端は突出しない。頭部や頸部・四肢・尾の背面の色彩はオリーブ色や暗褐色で、淡黄色や灰白色の虫食い状の斑紋や斑点が入る。頸部・四肢・尾の腹面の色彩は灰白色。ブタのような鼻と、目が頭部の上側に寄っている事を特徴とする。オスはメスよりも尾がやや太くて長く、総排泄孔が尾の先端寄りに位置する。
ベルリン博物館所蔵の標本の体内から直径2センチメートル以上の卵が発見されている。

## 分類
種小名は模式標本となった個体を入手したRobert Swinhoeへの献名。
1873年に記載されたが、スッポン属のPelodiscus sinensis（中華人民共和国ではマルスッポン属の1種Pelochelys maculatesとされることもあったが、こちらも後にP. sinensisのシノニムと考えられるようになった）の変異個体とみなされシノニムだと考えられていた。1988年に標本の骨格の比較からスッポン属とは近縁ではなく、メソポタミアハナスッポンと近縁の独立種とする説が提唱されハナスッポン属の構成種とされた。1990年代にはホアン・キエム湖の巨大スッポンとされていたのが本種である可能性が指摘され、ホアン・キエム湖の個体（ベトナム個体群）を本種とする説が有力である。ベトナムではベトナム個体群を独立種とする傾向があり2000年には形態から独立種R. leloii、2010年にはミトコンドリアDNAの分子解析からR. vietnamensisとする説が提唱されたが、前者は形態の差異が年齢や個体変異にすぎないとされること、後者はR. leloiiに先取権がありそもそもシノニムであること・分子解析の方法が不明であること・比較した中華人民共和国個体群の分子データが別種のものである可能性があることから分割を否定する説が有力である。2000年以前には2度の無効名（R. hoankiemensis Ha, 1995、R. hoguomensis Ha, 1995）や、2000年には未記載種とする説が提唱されたこともある。本種のみでOscaria属を構成する説もあるが有力ではない。
ベトナムに現存するシャンハイハナスッポンは、本種とは別種であるという説がある。仮に本当であれば、野生のシャンハイハナスッポンとされる個体はいなくなり、シャンハイハナスッポンは野生絶滅している事になる。ベトナムのカメには、Hà Đình Đứcによって2000年に R. leloii という学名が付けられている別種であるという主張は形態や遺伝子の差によって示されているが、その反論として、形態の違いは個体差や年齢に起因するものであるという主張や、遺伝子配列の決定の妥当性に疑問が残るという主張もあり、今のところ結論は出ていない。

## 生態
調査が行われる前にほぼ野生絶滅したため生息環境・生態は不明とされる。
シャンハイハナスッポンは、大河川につながっている淡水の湿地や沼地の泥の中に潜んで暮らしており、胃の内容物からは魚、カニ、カタツムリ、ホテイアオイ、カエル、緑色のイネの葉が確認されている事から、これらのいずれかを食料としている可能性がある。地元の漁師からの聞き取り調査によれば、シャンハイハナスッポンは夜間から早朝にかけて巣を作り、約60個の卵を産むとされる。
飼育下の例では蘇州動物園の個体は5月に交尾を行うことが多い。6月に産卵することが多く、約40 - 100個の卵を産む。

## 人間との関係

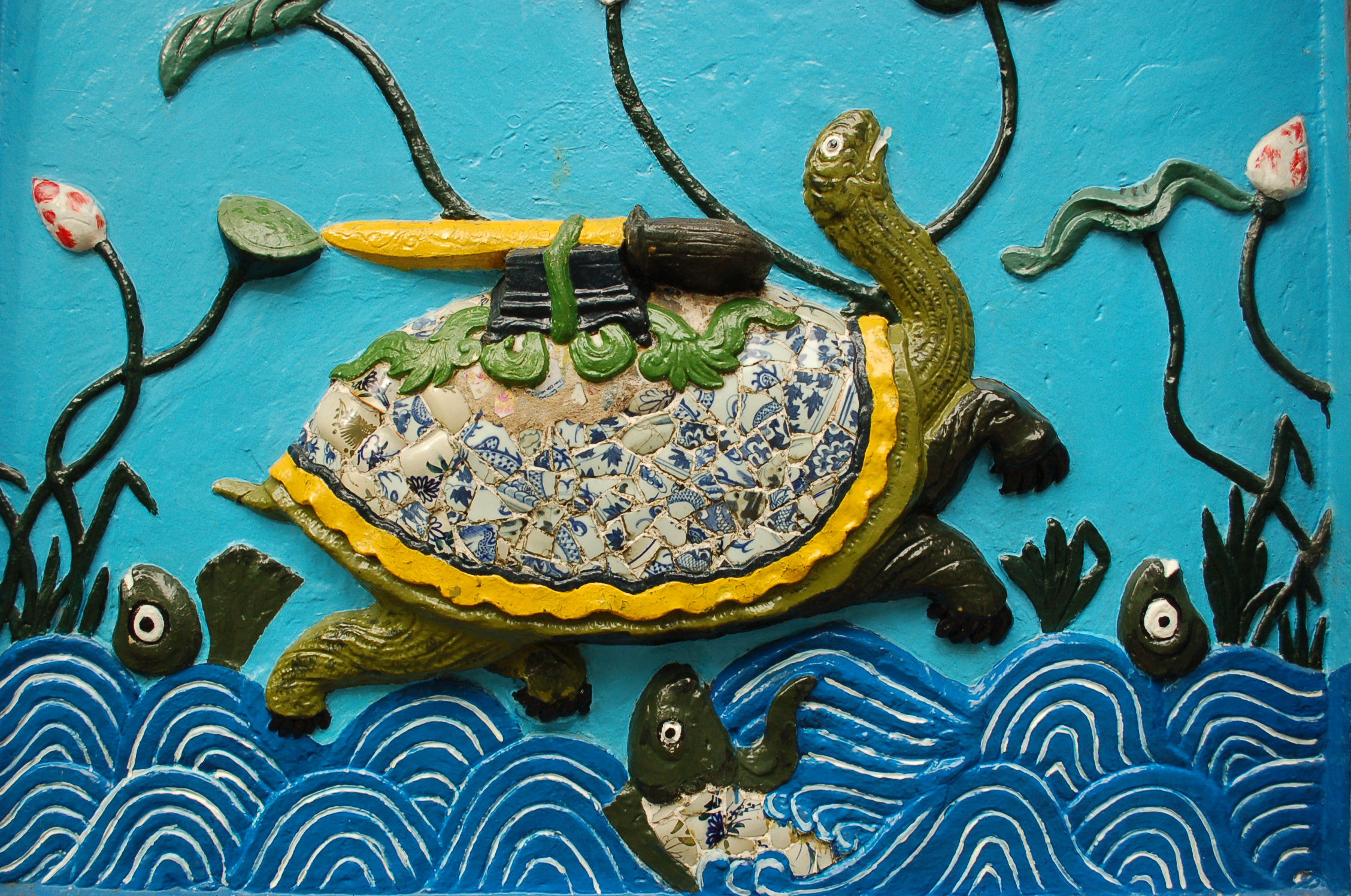
ベトナムの神話に登場する剣を背負ったカメ。シャンハイハナスッポンがモデルと言われている。

15世紀に明の支配下にあったベトナムで反乱を起こし、黎朝を建国して初代皇帝となった農民出身の豪族黎利にちなむ神話がある。黎利は魔力を持つ剣を手に反乱をおこしたが、皇帝となった黎利が湖で小船に乗っていると1匹のカメが水面に顔を出し剣を受け取って再び水面に消えた。このことからこの湖はホー･ホアン･キエム（湖還剣）と呼ばれるようになった。カメはベトナムが再び危機に陥る時まで、剣を安全な場所に保管していると言われている。この神話に登場するカメのモデルは本種ではないかと言われている。
食用や薬用の乱獲、ダム建設や河川改修による生息地の破壊、生活排水や有毒物質による水質汚染などにより生息数は激減した。1970年代にはホアン・キエム湖の個体を除いて野生絶滅したと考えられている。
中華人民共和国では1972年以降は野生個体の採集例はなく、野生絶滅したと考えられている。一方で実際には1980年代以降も薬用やペット用に小規模な商取引が行われていたとする報道もある。その主な要因は、甲羅が漢方薬になる事から人間に乱獲された事で、急速に個体数が減少したとされている。また、中華人民共和国では1990年代まで他のスッポンと同じように普通に食用に捕獲されてきていた。捕獲された個体の頭蓋骨は、記念品として残されることもある。また、開発によって生息地を奪われたり、生息地周辺がダム建設などに起因する流量変化が起きた事も、生息数の減少を招いた可能性がある。シャンハイハナスッポンの名は、1993年に蘇州科技学院の教授趙肯堂が初めて命名した名であり、同時に保護を訴えたが、その時点で個体はほとんど残っていなかった。中華人民共和国では国家一級保護動物に指定されている。2004年には中華人民共和国で飼育下個体が5頭確認されていた。しかし2005年には北京動物園の1個体が、2006年には上海動物園の1個体が死亡した。それぞれの個体は1970年代に箇旧市で捕獲されたものである。2007年までに蘇州動物園オスの1個体を除いて死亡した。長沙動物園で別種として飼育されていたのが本種のメス個体と判明し、2008年5月に蘇州動物園に繁殖目的で移送された。同居後すぐに交尾が行われ1か月後には45個の卵を産み、有精卵とされた32個が孵卵機に移されたが孵化はしなかった。以降は交尾・産卵が確認されているが無性卵が多く、2015年現在飼育下繁殖には成功していない。繁殖の失敗要因として飼育環境や餌が不適切であること・メスのストレスが指摘されていたが、オスの陰茎が別のオスと同居飼育されていた際に噛みつかれたことで変形しており正常な交尾ができなかった可能性が高いとされる。そのため電気ショックにより排出した精子を採取し、2015年5月にメスに挿入することで人工授精が行われた。
ベトナムでは2015年現在ホアン・キエム湖で野生の老齢個体のオスが2頭のみ確認されており、メスが確認されていないことから近い将来に絶滅するとされる。このうち1個体は2011年に頸部と前肢に潰瘍ができたため捕獲後に治療が施され、再び放流されている。200kgの個体を捕獲するのに軍の特殊部隊50人がかりで行ったとされている。これらの個体は高齢であることから捕獲や移送に命のリスクがあり、人工繁殖の試みはない。2016年1月19日夜、ハノイ中心部のホアンキエム湖で死んでいるのが見つかった。保護の対象となった時点でほぼ野生絶滅していたため国際的な商流通はなかったが、2013年にワシントン条約附属書IIに掲載された。
以前は香港経由で輸出されていたことがあり日本にも輸入されていたが、実際にはP. sinensisの変異個体やナイルスッポンの幼体だったとされる。